# Dragones de Dungeons & Dragons

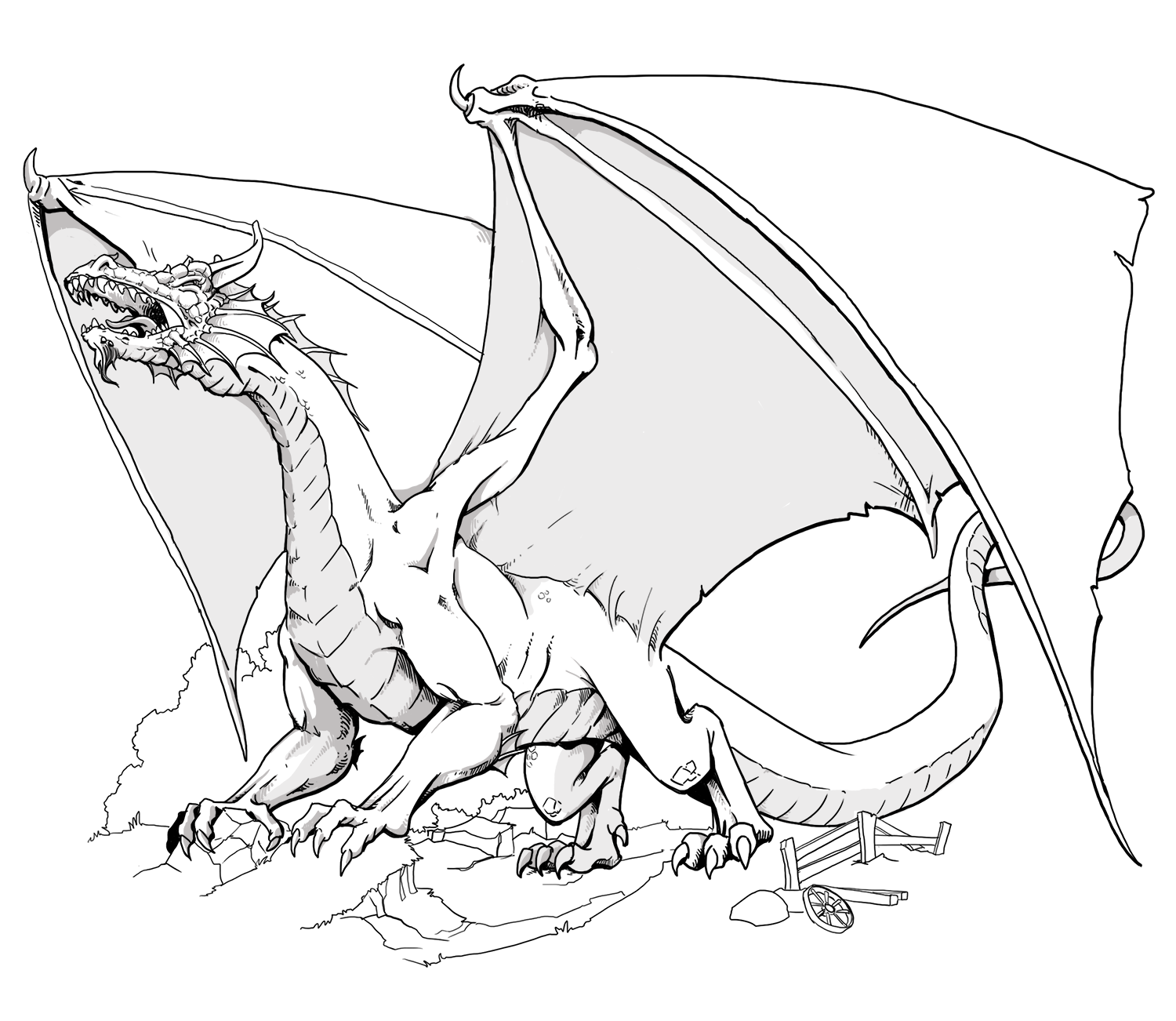
Dibujo de dragón de Dungeons & Dragons.

Los dragones de Dungeons & Dragons son una raza de monstruo icónica de gran importancia dentro del juego de rol Dungeons & Dragons y constituyen una buena fracción de su esencia, simbolizando la épica del juego al recoger la mitología que el dragón tiene en el género fantástico y en las mitologías de numerosas culturas, apareciendo bien cómo algunos de los antagonistas más poderosos que se puede encontrar un jugador (en la mayoría de los casos), ó cómo aliados (los menos). Los dragones de D&D están basados en una amplia gama de dragones de diversas fuentes ficticias y mitológicas, los más comunes son basados en el dragón europeo, pueden dividirse en dos tipos: cromáticos y metálicos, siendo los primeros malignos y los segundos benignos, aunque sin perder su vena dragonil de seres altaneros y codiciosos.

## Generalidades
Dentro del lore ficticio de la franquicia, los dragones de Dungeons & Dragons parecen haber surgido de un antepasado común hace mucho tiempo, pero hoy ambos bandos -cromáticos y metálicos- sólo colaboran para hacer frente a un enemigo común de gran poder. Todos ellos viven en cuevas, variando su ubicación tal y cómo se detalla abajo. 
Del mismo modo que posiblemente los dinosaurios del mundo real -en los cuales, al igual que en los reptiles y aves reales, posiblemente se han basado los autores para parte de sus características-, son criaturas homeotermas (regulan su temperatura corporal independientemente de las condiciones externas, por lo que se denominarían de sangre caliente, aún en el caso de los dragones de "tipo secundario" Frío) de fuerza y poder en línea con su gran tamaño. Sus capacidades defensivas no se quedan atrás e incluyen saber cómo infundir miedo en sus enemigos cuando tienen que luchar aprovechando su tamaño y aspecto (Presencia pavorosa), inmunidad (pero también a veces vulnerabilidad) a ciertos tipos de energía, unas escamas muy resistentes y difíciles de penetrar, mucho más aún que una armadura de placas, la capacidad de ignorar parte del daño que reciben -excepto el proveniente de la magia-, una gran resistencia a los hechizos, y una gran destreza con la magia.
Todos ellos pueden volar, y pese a su gigantismo son excelentes en dicha labor, aunque su maniobrabilidad sea relativamente pobre.
Además de los sentidos típicos como vista, oído, gusto, olfato, y tacto -todos ellos menos este último mucho mejores que los humanos-, tienen un "sentido ciego" que les permite detectar cosas invisibles o sumidas en la completa oscuridad.
Si bien, los más ancianos tienen una longitud de hasta 40 metros, y una envergadura alar de hasta 100 metros, con un peso de casi 600 toneladas (en los dragones rojos, de plata, y dorados), las crías son mucho más pequeñas y suelen tener un tamaño y peso cómo mucho similares a los de un ser humano.
Los dragones nacen de huevos y su desarrollo pasa por numerosas fases, y en todas ellas la criatura crece y sus capacidades aumentan a la par -sobre todo en la juventud; el desarrollo va ralentizándose en adelante-. Las fases de desarrollo son: cría (recién salidos del huevo), muy joven, joven, joven adulto, adulto, adulto maduro, viejo, muy viejo, venerable, sierpe, y gran sierpe. Éste estado se alcanza a los 1200 años y es la cima de su desarrollo. A partir de allí, dejan de crecer y empiezan a decaer físicamente (Crepúsculo) hasta morir -aunque algunos tratan de escapar a ese destino, por ejemplo convirtiéndose en muertos vivientes-.

## Dragones cromáticos
Su deidad -al menos en Reinos Olvidados- es Tiamat, un enorme dragón de cinco cabezas -cada una de ellas de un tipo de dragón cromático distinto.
- Dragones azules: Viven en zonas desérticas y se caracterizan por su color azul y su carácter vanidoso y territorial. Poseen unas grandes orejas y un gran cuerno, estando adaptados a excavar en la arena. Su arma de aliento es una potente descarga eléctrica.

- Dragones blancos: Viven en entornos fríos -sobre todo alta montaña- y son (obviamente) de color blanco. Son los más pequeños y menos inteligentes de todos los dragones, siendo poco más que animales depredadores (lo que no significa, por supuesto, que sean tontos), algo que se refleja en su aspecto. Su arma de aliento es un cono de frío.

- Dragones negros: De escamas negras y tan malévolos cómo astutos. Viven en pantanos y marismas, siendo capaces de respirar bajo el agua. Su arma de aliento es un rayo de ácido.

- Dragones rojos: Inspirados en el afamado Smaug, de El hobbit. Junto con los dragones dorados y plateados, los mayores de todos. De vivo color rojo, son criaturas muy inteligentes, malignas, y famosas por su codicia y la gran cantidad de tesoros que acumulan, afirmándose de ellos que saben el valor de su tesoro hasta la última moneda. Poseen un arma de aliento consistente en un potente cono de fuego. Viven en las profundidades y en zonas calientes -incluidas zonas volcánicas-. Son sin duda alguna el icono del juego, así como los más cercanos al dragón europeo clásico.

- Dragones verdes: De escamas verdes y adaptados para camuflarse en la naturaleza, se les encuentra en bosques. Son criaturas beligerantes que atacan sin provocación alguna y grandes expertos en manipular a las personas engañándolas y utilizando el doble sentido de las palabras. Su arma de aliento es un cono de veneno. También pueden respirar bajo el agua.

## Dragones metálicos
A diferencia de los dragones cromáticos, los metálicos tienen dos armas de aliento -una de ellas con características más bien defensivas-. La deidad a la que siguen -al menos en Reinos Olvidados- es Bahamut, el dragón de platino.
- Dragones de bronce: Con unas escamas de color broncíneo, se caracterizan por su carácter curioso y por su amor por la guerra (siempre y cuando sea por una causa justa y haya una buena paga). Son capaces de respirar bajo el agua, viviendo en colinas cerca del mar. Una de sus armas de aliento es una descarga eléctrica; la otra, un cono de gas que provoca que los afectados huyan del dragón de bronce.

- Dragones de cobre: Dragones de escamas cobrizas famosos por su carácter bromista y chistoso y su afición a los acertijos. Viven en zonas rocosas y son excelentes trepadores y saltadores. Sus dos armas de aliento son: un rayo de ácido y un cono de un gas ralentizador.

- Dragones de oro: Están inspirados en el mito del dragón de oro que protege según algunas leyendas el Santo Grial[cita requerida] y es amigo de caballeros y guerreros del bien. A diferencia de los demás dragones, estos dragones de escamas que brillan como el oro pueden vivir en cualquier entorno -siempre y cuando esté apartado y sus hogares estén hechos de piedra-. Son criaturas sabias que comparten los ideales de los paladines y que prefieren hablar antes que combatir. Sus armas de aliento son un potente cono de fuego y un cono de gas debilitador. Son junto con los dragones rojos y los de plata los mayores de todos.

- Dragones de oropel: Se encuentran en desiertos cálidos y se caracterizan sobre todo por su vena habladora, que a veces llevan hasta extremos de retener una criatura que no quiera hablar con ellos hasta no quedar a gusto. Tienen dos armas de aliento: un rayo de fuego y un cono de gas somnífero.

- Dragones de plata: Son junto con los dragones rojos y los dorados los mayores de todos, pareciendo estar hechos de plata. Son muy aficionados a relacionarse con los humanos, bajo la forma de uno de ellos, ayudando a aquellas criaturas que necesiten ayuda. Viven en lo más alto de las montañas, o incluso en las nubes y sus armas de aliento consisten en un cono de frío y un cono de gas paralizante.

Existen más tipos de dragones, como los dragones gema, de alineamiento neutral y con aptitudes psiónicas.